# پتروویتنام
پتروویتنام (به انگلیسی: PetroVietnam) شرکت ملی نفت و گاز ویتنام است، که در سال ۱۹۷۷ تأسیس شد. در حال حاضر این شرکت، از طریق شرکت‌های تابعه خود، طیف وسیعی از عملیات نفتی را ارائه می‌دهد، که شامل: اکتشاف و تولید نفت خام و گاز طبیعی، خدمات ذخیره‌سازی، پالایش، حمل‌ونقل و توزیع.
سهام شرکت پتروویتنام به‌طور کامل در اختیار دولت مرکزی ویتنام قرار دارد و مسئولیت نظارت و مدیریت بر تمامی منابع نفت و گاز کشور ویتنام را برعهده دارد. پتروویتنام بزرگترین تولیدکننده نفت خام این کشور است، همچنین به عنوان دومین عرضه‌کننده برق ویتنام شناخته می‌شود.